# Helianthemum sanguineum
Helianthemum sanguineum är en solvändeväxtart som först beskrevs av Mariano Lagasca y Segura, och fick sitt nu gällande namn av Michel Félix Dunal. Helianthemum sanguineum ingår i släktet solvändor, och familjen solvändeväxter. Inga underarter finns listade i Catalogue of Life.